# Vlag van Colón

Vlag van Colón

De vlag van Colón is de vlag van de Panamese provincie Colón. De vlag werd op 16 augustus 1996 aangenomen door de gemeenteraad van het district Colón, voorgezeten door Longino Sánchez. De vlag, die werd gekozen uit 28 voorstellen, werd op 30 april 1996 gepresenteerd door Alcibíades González. De vlag wordt als volgt beschreven - bovenste baan: lichtblauw, voorstellende de immense zee die onze kusten baadt; - middelste baan: wit, voorstellende vrede en het streven van de inwoners van Colón naar eendracht met de rest van het land; - onderste baan: goudgeel, voorstellende de rijkdommen van de provincie. In het midden van de vlag staat het wapen van Colón, aangenomen door de gemeenteraad bij besluit nr. 37 in 1927 en door het provinciebestuur bij besluit nr. 1 in 1942.